# Десятый Доктор
Десятый Доктор (англ. Tenth Doctor) — воплощение Доктора, главного персонажа британского научно-фантастического телесериала «Доктор Кто». Роль Десятого Доктора исполнил Дэвид Теннант, сменивший Кристофера Экклстона (Девятый Доктор) в финале первого сезона «Пути расходятся». Теннант исполнил роль Доктора в трёх сезонах, четырёх специальных рождественских выпусках, в трёх специальных выпусках 2009 года — «Планета мёртвых», «Воды Марса» и «Конец времени» и спецвыпуске к 50-летию сериала «День Доктора». Также Десятый Доктор появлялся в спин-оффах к сериалу, таких как Торчвуд или Приключения Сары Джейн.
Доктор — представитель внеземной расы Повелителей Времени с планеты Галлифрей, который при помощи пространственно-временного устройства ТАРДИС путешествует через время и пространство, чаще всего со спутниками. Когда Доктор получает смертельные увечья, по его желанию тело может «регенерировать», однако в каждом новом воплощении его внешность и отдельные черты характера меняются.
Спутниками Десятого Доктора являлись, в частности, продавщица Роза Тайлер в исполнении Билли Пайпер, студентка-медик Марта Джонс в исполнении Фримы Аджимен и временная работница Донна Ноубл в исполнении Кэтрин Тейт. Он прощается с ними всеми в 13 серии 4-го сезона, «Конец путешествия». После этого на протяжении специальных выпусков 2008—2010 годов он пробует путешествовать в одиночку, но в последнем эпизоде компанию ему составляет Уилфред Мотт в исполнении Бернарда Криббинса.
На церемонии вручении награды National Television Award за роль Доктора Дэвид Теннант объявил о своём уходе из сериала. В последний раз Теннант сыграл роль Десятого Доктора в специальном выпуске «Конец времени», который вышел 1 января 2010 года. В 2013 году вернулся к роли в спецвыпуске «День Доктора».

## Общий обзор
В 2005 году Расселл Ти Дейвис возродил сериал Доктор Кто после его отсутствия в течение предыдущих 16 лет, выпустив эпизод «Роза». После заявления BBC о том, что сериал будет продолжаться ещё как минимум один сезон, было объявлено также и то, что Кристофер Экклстон, игравший Девятого Доктора, не вернётся для съёмок второго сезона. 16 апреля 2005 ВВС сообщила, что следующего Доктора сыграет актёр Дэвид Теннант. Впервые он появился на 20 секунд в конце серии «Пути расходятся», прямо после регенерации Девятого Доктора. Тем не менее, первой полноценной серией Десятого Доктора стал рождественский спецвыпуск «Рождественское вторжение».
Впоследствии Дэвид снялся в трёх сезонах сериала, вышедших в 2006, 2007 и 2008 годах соответственно, и ещё семи специальных выпусках — «Сбежавшая невеста», «Путешествие проклятых», «Следующий Доктор», «Планета мертвых», «Воды Марса» и двухчастной истории «Конец времени». Кроме того, Десятый Доктор появился в двух эпизодах спин-оффа Доктора Кто — сериале «Приключения Сары Джейн». В 2013 году Теннант вернулся к роли Десятого Доктора для спецвыпуска «День Доктора». В 2022 году Дэвид Теннант вновь вернулся в сериал, но уже как Четырнадцатый Доктор, впервые появился в серии «Сила Доктора».
В 2006 году читатели «The Doctor Who Magazine» назвали Теннанта лучшим Доктором. До этого лучшим считался Четвёртый Доктор в исполнении Тома Бейкера и Седьмой Доктор в исполнении Сильвестра Маккоя.
В 2007 году был выпущен 13-серийный мультсериал «В поисках бесконечности», в котором главными персонажами были Десятый Доктор и его спутница Марта Джонс.
В эпизоде «День Доктора» нам представляют «Военного Доктора» — воплощение персонажа, существовавшее между Восьмым и Девятым Докторами. Не стоит забывать и тот факт, что Десятый Доктор являлся по сути сразу двумя инкарнациями персонажа — он регенерировал в серии «Украденная Земля»/«Конец путешествия», но оставил свою внешность и характер без каких-либо изменений. Таким образом, Десятый Доктор, несмотря на своё название, является одиннадцатой и двенадцатой инкарнациями Доктора.
Полноценная регенерация Десятого Доктора в Одиннадцатого произошла в серии «Конец времени».

## Личность
Десятый Доктор говорит на Эстуарном английском, который отличается как от Ланкаширского английского, на котором разговаривал Девятый Доктор, так и от Британского нормативного произношения, на котором говорило большинство ранних Докторов, так и от Шотландского английского, на котором говорит сам Дэвид Теннант.
В описаниях личностей Десятого и Одиннадцатого Доктора есть определённые сходства: оба молоды, энергичны, дружелюбны, иногда похожи на детей и, как сказал Марк Гатисс, «очень человечны» по сравнению с остальными инкарнациями персонажа.
Десятый Доктор в целом предстаёт беззаботным, разговорчивым, добродушным, остроумным и дерзким, но он становится серьёзнее при встрече с врагами. Он иногда так же безжалостен и опасен, как и его седьмое воплощение, хотя имеет гораздо меньше склонности к сложным схемам и запутанным действиям.
Подобно Седьмому и Девятому Доктору, Десятый иногда использует бодрый, энергичный внешний вид, чтобы замаскировать подлинные чувства. Он любит поболтать, всегда переплетает важную информацию с полной бессмыслицей, чтобы притупить бдительность врагов. Также при случае он может быть грубым и жестоким.
Десятый Доктор более романтичен, чем любое из предыдущих его воплощений. Он не отказывается целовать Розу, Маркизу де Помпадур и Марту Джонс. Он — одно из немногих воплощений, которое действительно полюбило одну из своих спутниц (Розу).
Подобно его предыдущим воплощениям, у Десятого Доктора есть любимые фразы, такие как французское выражение «Allons-у» («Вперёд!», дословно — «Веселее!»). Впервые оно было использовано в «Армии призраков», где Доктор заявляет, что должен говорить так почаще и что он хотел бы встретить кого-то по имени Алонсо, чтобы сказать «Allons-y, Алонсо!». В конце концов он достигает этой цели в серии «Путешествие проклятых» с мичманом Алонсо Фреймом. Он также часто использует итальянское выражение Molto Bene («Очень хорошо»). Имеет привычку засовывать руки в карманы.

### Внешность
Спустя несколько часов после регенерации Доктор расстраивается, что не стал рыжим, хотя очень хотел бы — о том же говорит Одиннадцатый Доктор. Несмотря на это, он был счастлив тому, что у него было больше волос, чем у Девятого Доктора. На протяжении сериала его причёска меняется: в «Рождественском вторжении» он не причёсан, в «Фонаре идиота» он носит чёлку 1950-х, а в «Сбежавшей невесте» и в «Дне Доктора» его волосы причёсаны вперёд, но обычно его волосы лежат таким образом, что будто бы торчат вверх.
27 июля 2005 года была обнародована одежда Десятого Доктора. Обычно он одет в тёмно-коричневый (с синими полосками) или синий (с красными полосками) костюм, рубашку с галстуком, длинный светло-коричневый плащ, который, как он заявляет, ему подарила Дженис Джоплин, и в высокие кеды Converse белого, алого, бордового или чёрного цвета.
Также, подобно Пятому Доктору, время от времени Десятый Доктор надевает прямоугольные очки в роговой оправе. К тому же, иногда он может надеть красно-синие 3D-очки в белой пластиковой оправе, одновременно в качестве шутки и для практического использования.

### Возраст
- В эпизоде «Путешествие проклятых» Десятый Доктор утверждает, что ему 903 года.
- Во втором эпизоде серии «Конец времени» в разговоре с Уилфредом Моттом Десятый Доктор утверждает, что ему 906 лет.
- В спецвыпуске «День Доктора» в разговоре с Военным Доктором и Одиннадцатым Доктором Десятый Доктор утверждает, что ему 904 года.

## Биография

### Первый Десятый Доктор
В финале 1 сезона (2005 год) — «Пути расходятся» Девятый Доктор регенерирует в Десятого Доктора; в мини-эпизоде «Доктор Кто: Дети в нужде» он представляет нового себя Розе Тайлер.
В рождественском спецвыпуске 2005 года «Рождественское вторжение» большую часть эпизода Доктор пребывает в бессознательном состоянии, являющемся побочным эффектом регенерации. После пробуждения ему удаётся спасти Землю от вторжения Сикораксов, в процессе чего он теряет руку, которая, однако, благодаря пост-регенерационному состоянию персонажа восстанавливается всего через несколько секунд.
Во втором сезоне (2006 год) персонажа ожидают следующие приключения: в серии «Новая Земля» Десятый Доктор и Роза отправляются в далёкое будущее (приблизительно в 5-миллиардный год), вновь встречают там Лицо Бо, с которым виделись в 1-м сезоне, и останавливают местные опыты над людьми; Доктор и Роза защищают королеву Викторию от оборотня («Клык и коготь»), в результате чего та отдаёт распоряжение об основании института Торчвуд, предназначенного для борьбы с пришельцами; в серии «Встреча в школе» Доктор встречает двух своих бывших спутников — журналистку Сару Джейн Смит и собаку-робота K9, после чего берёт с собой парня Розы Микки Смита в качестве второго спутника; Доктор, Роза и Микки спасают Маркизу де Помпадур («Девушка в камине»), вступают в борьбу с Киберлюдьми в параллельном мире («Восстание киберлюдей»/«Век стали»), где Микки решает остаться навсегда; в сериях «Невозможная планета»/«Темница Сатаны» Доктор и Роза вместе с командой Торчвуда из будущего застревают на планете, крутящейся вокруг чёрной дыры, где Доктор вступает в борьбу с неким Зверем, предположительно самим дьяволом, который пророчит скорую смерть Розы; в серии «Бойся её» на Олимпийских играх 2012 года Доктор подбирает Олимпийский огонь и несёт его до конца, начиная игры. Финал сезона («Армия призраков»/«Судный день») происходит в современном сериалу Лондоне, в котором из-за действий Торчвуда разгорается война между далеками и киберлюдьми. Доктору удаётся спасти Землю, но он теряет Розу: она оказывается заперта в параллельном мире вместе с Микки, своей матерью и параллельной версией своего отца.
В конечной сцене «Судного дня» в ТАРДИС без каких-либо пояснений появляется некая загадочная невеста. Позднее, в рождественском спецвыпуске 2006 года «Сбежавшая невеста» эта невеста, которую, как оказывается, зовут Донной, вместе с Доктором спасает Землю; помимо того, Донна не даёт Доктору зайти слишком далеко в своей мести императрице Ракносс, после чего отвергает предложение стать его новой спутницей.
В третьем сезоне (2007) новой спутницей Доктора становится Марта Джонс в исполнении Фримы Аджимен. Вместе с ней в серии «Пробка» он вновь встречает загадочное Лицо Бо, с которым уже виделся в 1-м и 2-м сезонах. Лицо Бо перед смертью оставляет пророчество, звучащее как «Ты не один». В трёхсерийнике, начинающемся с серии «Утопия», Доктор воссоединяется с Джеком Харкнессом; Доктор, Марта и Джек Харкнесс обнаруживают старого врага Доктора и по совместительству его друга детства — Повелителя Времени Мастера, пережившего Войну Времени, скрываясь в далёком будущем и превратив себя в человека, и Доктор осознаёт значение пророчества Лица Бо; Мастер в исполнении Джона Симма угоняет ТАРДИС Доктора и отправляется в Великобританию 2000-х годов, где становится премьер-министром, позднее — правителем Земли, и на один год берёт Доктора в плен. По истечении года Доктор посредством сети «Архангел» и человеческих мыслей побеждает Мастера, и время «отматывается» назад на один год, благодаря чему правление Мастера не происходит; смертельно раненый Мастер отказывается регенерировать и, как представляется Доктору, умирает на его руках. Доктор вновь становится последним выжившим Повелителем Времени.
В конце третьего сезона Марта добровольно уходит от Доктора и устраивается на работу в ЮНИТ. Десятый Доктор забывает включить защитный механизм, в результате чего он врезался в ТАРДИС Пятого Доктора («Раскол во времени»). Вместе они исправили эту проблему, после чего Пятый Доктор исчез в своё время.
После гибели Мастера и расставания с Мартой Доктор приземляется на борту космического корабля «Титаник» и спасает его пассажиров от падения на Букингемский дворец («Путешествие проклятых»). 
В первой серии 4-го сезона «Соучастники» Доктор воссоединяется с Донной Ноубл, и на этот раз она становится его спутницей.
Вместе они переживают приключение во дне гибели Помпеев («Огни Помпеи»), а также на планету Уд, где им было поведано непонятное пророчество («Планета Удов»). К тому же всё это время на экране странным образом появлялась Роза Тайлер. Впоследствии Доктор помогает ЮНИТу и Марте Джонс в борьбе с сонтаранцами («План Сонтаранцев»/«Отравленное небо»), после чего ТАРДИС самовольно переправляет Доктора, Донну и Марту на планету Мессалина («Дочь Доктора»).
Там у Доктора был взят ДНК-материал, в результате чего родилась девушка Дженни, которую Доктор в итоге счёл за свою дочь. Однако в конце серии она погибла, и Доктор с грустью вынужден покинуть планету. Поэтому он так и не узнал, что Дженни благодаря энергии исходящей от терраформирования планеты регенерировала и отправилась на поиски приключений, как и её отец.
В конце эпизода «Поверни налево» Роза Тайлер через Донну предупредила Доктора, что вся Вселенная находится под угрозой уничтожения. В следующей истории («Украденная Земля»/«Конец путешествия») Доктор, обнаружив, что Земля исчезла, отправляется в «космическую полицию» — Протокол Теней. Там он выясняет, что Земля — это последняя из числа 27 пропавших планет. Он обнаруживает, что они расположены в Каскаде Медузы, находит их и с помощью своих бывших компаньонов капитана Джека Харкнесса, Марты Джонс, Сары-Джейн Смит, а также Розы Тайлер, которая смогла ненадолго вырваться из параллельного мира, выясняет, что причиной исчезновения стал Даврос и полноценно восстановленная раса далеков.
Во время встречи Доктора и Розы он был смертельно ранен далеком и вынужден был регенерировать. Однако Доктор только восстановил своё тело, а всю остальную клеточную энергию регенерации направил в свою отрубленную руку. В итоге его внешность и личность осталась прежней, но, насколько можно судить по серии «День Доктора», эту жизнь можно считать как потраченную (как и жизнь Военного Доктора), — таким образом, получается два Десятых Доктора.
Когда Донна коснулась отрубленной руки (в которую Доктор перенаправил регенерационную силу для неполного изменения), произошёл двойной биологический метакризис: Донна получила ум Повелителя Времени, а из отрубленной руки Доктора вырастает его клон с некоторыми чертами характера Донны, оказавшийся наполовину человеком. В итоге, этот клон остаётся в параллельном мире вместе с Розой, а Доктор вынужден был стереть все воспоминания Донны о нём, потому что человеческий разум не способен выдержать все знания Повелителя Времени.

### Второй Десятый Доктор
Далее несколько спецэпизодов, где Доктор путешествует один, побывав на «планете мёртвых» («Планета мёртвых») и в 2059-м году на Марсе («Воды Марса»).
В серии «Конец времени» Доктор опять встречается в поединке с Мастером, который оказался лишь пешкой в руках повелителя времени Рассилона, пожелавшего пережить гибель своей расы и уничтожить само время. С помощью Мастера Доктор послал повелителей времени и планету Галлифрей обратно в Войну времени. Но затем Доктору пришлось впитать огромное количество радиации, чтобы спасти Уилфреда Мотта (дедушку Донны Ноубл), что начало процесс регенерации, превратив его в Одиннадцатого Доктора. Перед этим Доктор навестил дорогих ему людей: Микки Смита и Марту Джонс (которые, как оказалось, женаты), капитана Джека Харкнесса, правнучку Джоан Редферн (с ней он познакомился, когда был человеком в серии «Человеческая природа») — Верити Ньюман, Сару Джейн Смит и её сына Люка, попрощался с Уилфредом и подарил Донне свадебный подарок (на свадьбе Донны), Розу Тайлер (до их первой встречи), а если верить словам его будущего воплощения, он посетил всех своих спутников вообще (например Джо Грант, сопровождавшую Третьего Доктора), о чём говорится в серии «Смерть Доктора» сериала «Приключения Сары Джейн».
Десятый Доктор активно участвовал в спасении Галлифрея в серии «День Доктора» (предположительно, Второй Десятый), так как события эпизода происходят на 904-м году жизни героя.

## Спутники
Первой спутницей Десятого Доктора стала Роза Тайлер (Билли Пайпер), которая ранее путешествовала с Девятым Доктором. Позднее постоянными спутницами Доктора были Марта Джонс (Фрима Аджимен) и Донна Ноубл (Кэтрин Тейт). Также его временными спутниками можно считать Уилфреда Мотта, Аделаиду Брук, Астрид Пет, Микки Смита и Джека Харкнесса.